# Hate (banda)
Hate es una banda de blackened death metal de Polonia. La banda fue formada en 1990 por el guitarrista y vocalista Adam "ATF Sinner" Buszko, el guitarrista Quack y el baterista Mittloff. La formación de la banda ha cambiado muchas veces a lo largo de los años y actualmente está formada únicamente por Adam Buszko y el baterista Paweł Jaroszewicz. Han lanzado diez álbumes de estudio de larga duración hasta la fecha, así como una serie de demos y EPs iniciales. Su álbum más reciente, Auric Gates of Veles, fue lanzado el 14 de junio de 2019 a través de Metal Blade Records.

## Discografía

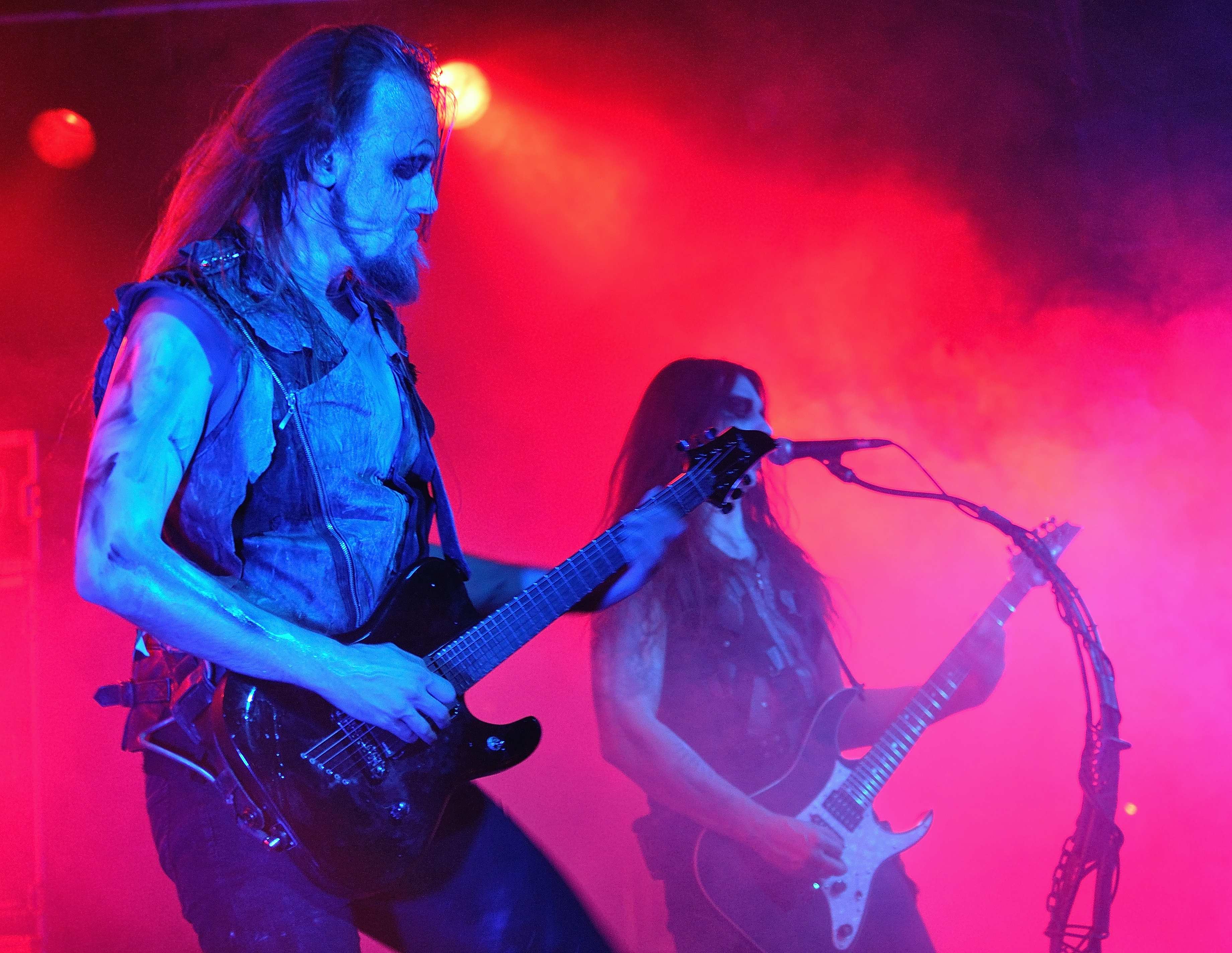
Hate, 2015

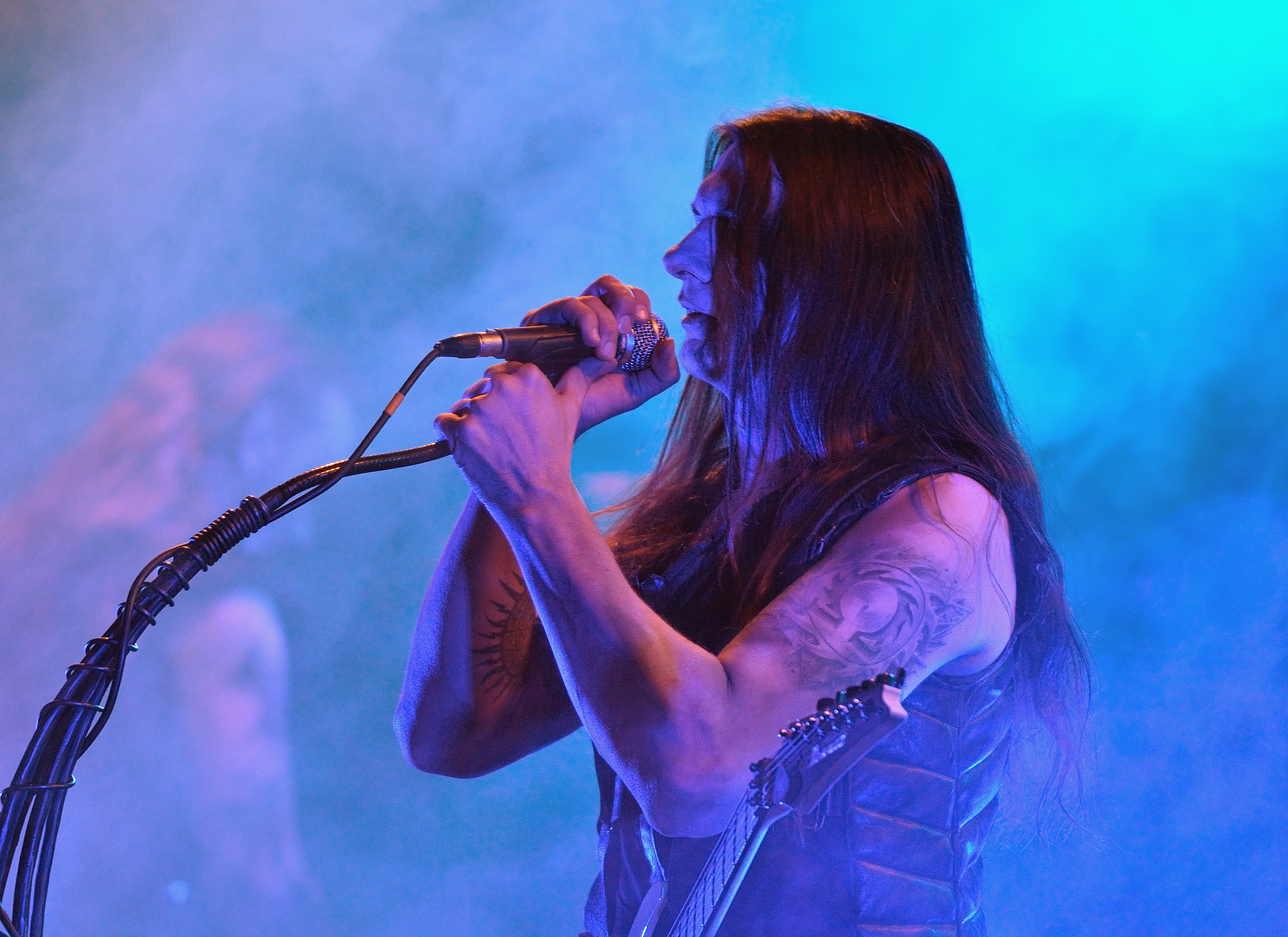
Adam Buszko, 2015

### Estudio
| Título                                           | Detalles del álbum                                                                                             |
| ------------------------------------------------ | --- |
| Daemon Qui Fecit Terram                          | - Released: 1996 - Label: Novum Vox Mortiis - Formats: CD, CS                                                  |
| Lord is Avenger                                  | - Released: 1998 - Label: Novum Vox Mortiis - Formats: CD, CS                                                  |
| Cain's Way                                       | - Lanzamiento: 2001 - Discográfica: Apocalypse, Blackend, WWIII - Formatos: CD, CS                             |
| Awakening of the Liar                            | - Released: 23 de febrero de 2004 - Label: Mercenary Musik, Empire, Listenable - Formats: CD, digital download |
| Anaclasis – A Haunting Gospel of Malice & Hatred | - Released: 25 de octubre de 2005 - Label: Empire, Listenable - Formats: CD, LP, digital download              |
| Morphosis                                        | - Released: 4 de febrero de 2008 - Label: Listenable - Formats: CD, LP, digital download                       |
| Erebos                                           | - Released: 15 de noviembre de 2010 - Label: Listenable - Formats: CD, digital download                        |
| Solarflesh – A Gospel of Radiant Divinity        | - Released: 30 de enero de 2013 - Label: Napalm - Formats: CD, digital download                                |
| Crusade:Zero                                     | - Released: 25 de enero de 2015 - Label: Napalm - Formats: CD, digital download                                |
| Tremendum                                        | - Released: 5 de mayo de 2017 - Label: Napalm - Formats: CD, digital download                                  |
| Auric Gates of Veles                             | - Released: 14 de junio de 2019 - Label: Metal Blade - Formats: CD, digital download                           |

### Compilacione
| Title               | Album details                                                                       | Notes                                                             |
| ------------------- | ----------------------------------------------------------------------------------- | ----------------------------------------------------------------- |
| Evil Decade of Hate | - Released: 20 de marzo de 2000 (POL) - Label: Apocalypse - Formats: CD             |                                                                   |
| Holy Dead Trinity   | - Released: 10 de abril de 2001 (US) - Label: WWIII - Formats: CD, digital download | - Compilation of songs from Victims EP and Lord is Avenger album. |

### EPs
| Title   | EP details                                                                              | Notes                                                                         |
| ------- | --------------------------------------------------------------------------------------- | ----------------------------------------------------------------------------- |
| Victims | - Released: 15 de junio de 1999 (POL) - Label: Metal Mind Productions - Formats: CD, CS | - Re-released on 21 de abril de 2001 as part of Holy Dead Trinity compilation |

### Video álbumes
| Title             | Video details                                                                        | Notes                              |
| ----------------- | ------------------------------------------------------------------------------------ | ---------------------------------- |
| Litanies of Satan | - Released: 28 de junio de 2004 (POL) - Label: Metal Mind Productions - Formats: DVD | - Re-released as CD on Jun 8, 2009 |

### Demos
| Title             | EP details                                                      |
| ----------------- | --------------------------------------------------------------- |
| Abhorrence        | - Released: 1992 (POL) - Label: Hate Production - Formats: CS   |
| Evil Art          | - Released: 1994 (POL) - Label: Loud Out Records - Formats: CS  |
| The Unwritten Law | - Released: 1995 (POL) - Label: Novum Vox Mortiis - Formats: CS |

### Videos musicales
| Year | Title                | Directed                           | Album                                     |
| ---- | -------------------- | ---------------------------------- | ----------------------------------------- |
| 2008 | "Threnody"           | Maciej "Dombro" Dąbrowski          | Morphosis                                 |
| 2011 | "Erebos"             | Sławomir Makowski, Moderna Studio  | Erebos                                    |
| 2013 | "Alchemy of Blood"   | Marcin Halerz, Red Pig Productions | Solarflesh - A Gospel of Radiant Divinity |
| 2015 | "Valley Of Darkness" | Red Pig Productions                | Crusade:Zero                              |